# Агути
Агути (лат. Dasyprocta) је род глодара из породице агутија (Dasyproctidae). Они су пореклом из Централне Америке, северне и централне Јужне Америке и са јужних Малих Антила. Неке врсте се такође могу наћи на другим Западноиндијским острвима, где су уведене. Агути су сродни са морским прасетом и изгледају врло слично, али су већи и имају дуже ноге. Врсте се значајно разликују по боји, могу бити браон, црвенкасти, бледонаранџасти, сивкасти или црнкасти, али типично са светлијим стомаком. Њихово тело је прекривено грубом длаком која се диже када су у опасности. Теже од 2,4-6 kg и дуги су од 44,5-76 cm, са кратким реповима без длака.

## Опис
Агути имају пет предњих и три задња прста; први прст је веома мали. Реп је врло кратак или уопште не постоји и нема длаку. Кутњаци имају цилиндричне крунице. Агути могу да нарасту до 60 cm у дужину и тежити 4 kg. 

### Понашање и навике
У дивљини, они су веома стидљиве животиње и беже од људи док у заробљеништву могу постати поуздани. 
Агути настањују шумске и шумовите пределе Централне и Јужне Америке. Њихова станишта укључују тропске кишне шуме, саване, а данас и пољане зависно од врсте. Они се крију ноћу у шупљинама дрвећа у рупама између корења. Они су и добри пливачи.
Приликом храњења, агути седе на задњим шапама и држе храну између својих предњих шапа. Понекад се окупљају у групе које могу бројати до 100 јединки. Једу опало воће, лишће и корење, иако се понекад могу попети на дрво да једу зелене плодове. Понекад, они могу довести до оштећења плантажа шећерне трске и банана. Они су једна од ретких врста (заједно са Арама), која може да отвори бразилски орах без алата, углавном због своје снаге и изузетно оштрих зуба..

## Размножавање
Агути рађају легла од два до четири млада, након трудноће која траје три месеца. Неке врсте имају два легла годишње, у мају и октобру, док се друге лежу током целе године. Малишани су рођени у рупама оивиченим лишћем, корењем и длаком. Они су добро развијени на рођењу и способни су да се хране у року од сат времена. Мужјацима је забрањен приступ гнезду када су млади још мали, али родитељски пар је везан до краја живота. Они могу да живе и до 20 година, невероватно дуго за глодаре.

## Врсте
Врсте које припадају роду агути (лат. Dasyprocta):
- Азарин агути
 (Dasyprocta azarae)
- Црни агути
 (Dasyprocta fuliginosa)
- Источнобразилски агути
 (Dasyprocta prymnolopha)
- Средњоамерички агути
 (Dasyprocta punctata)
- Панамски агути
 (Dasyprocta coibae)
- Ћубасти агути
 (Dasyprocta cristata)
- Агути Калиновског
 (Dasyprocta kalinowskii)
- Мексички агути
 (Dasyprocta mexicana)
- Ориночки агути
 (Dasyprocta guamara)
- Бразилски агути
 (Dasyprocta leporina)
- Роатански агути
 (Dasyprocta ruatanica)